# Svante Nilsson
Svante Nilsson, nascido em 1460 e falecido em 2 de janeiro de 1512, foi regente da Suécia (riksföreståndare) sob a União de Kalmar de 1504 até sua morte em 1512. Nasceu em torno de 1460, filho de Nils Bosson da família Natt och Dag, cuja mãe era da família de Sture.
Svante Nilsson foi inicialmente adversário de Sten Sture, o Velho por motivos familiares, tendo chegado ao ponto de apoiar o rei João da Dinamarca (Hans) quando este derrubou Sten Sture, o Velho em 1497. Todavia, mudou de campo, passando em 1501 a apoiar Sten Sture, o Velho na sua rebelião contra João da Dinamarca (Hans). Após a morte de Sten Sture, o Velho em 1503, Svante Nilsson assumiu o cargo de regente da Suécia.